# Leon Cladel
Léon Alpinien Cladel, född 22 mars 1834 och död 21 juli 1892, var en fransk författare.
Cladel introducerades av Charles Baudelaire som 1863 skrev förordet till hans debutroman, Les martyrs ridicules. Han utgav därefter ett flertal romaner, främst diptyken Mes paysans (1869-72), och novellsamlingar, varibland främst märks Les va-nu-pieds (1873) och Urbains et ruraux (1884). Cladel hämtade ofta motivet till sina alster från sin hemort, Gascogne.